# (3652) Soros
(3652) Soros es un asteroide perteneciente al cinturón de asteroides, descubierto el 6 de octubre de 1981 por Tamara Mijáilovna Smirnova desde el Observatorio Astrofísico de Crimea (República de Crimea).

## Designación y nombre
Designado provisionalmente como 1981 TC3. Fue nombrado Soros en honor al filántropo estadounidense de origen húngaro George Soros.